# Pronophaea
Pronophaea is een geslacht van spinnen uit de familie loopspinnen (Corinnidae).

## Soorten
- Pronophaea natalica Simon, 1897
- Pronophaea proxima (Lessert, 1923)
- Pronophaea vidua Lessert, 1923